# Nyborg Rådhus
Nyborg Rådhus er et rådhus i Nyborg på Østfyn. De ældste dele af bygningen stammer fra 1586, mens store dele blev genopbygget i 1803 efter en omfattende brand i 1797.

## Historie
Rådhuset i Nyborg blev opført i 1586 på den østlige del af byens torv.
Det blev genopbygget i 1803. I 1862 blev der udført en større ombygning, som arkitekt Vilhelm Tvede stod for, hvorved der blev tilføjet en ekstra etage. I 1899 blev der foretaget endnu en ombygning ved August Colding, hvorefter det kom til at fremstå i historicistisk stil med elementer fra både gotik og renæssancestil.
Rådhuset blev udvidet i 1931-36 og i 1970'erne.

## Beskrivelse
Bygningen har et areal på 1239 m2 og er opført i røde mursten på soklen i kvadersten. Ud mod torvet er der i stueetagen en dør i hver siden med ni vinduer mellem. På 1. og 2. sal er der 11 vinduer lige over døre og vinduer i stueetagen. Midt på 1. sal er et vindue erstattet af en dør, der fører ud til en altan. Midt på bygningen er en kvist med kamtakker, og begge gavle har ligeledes kamtakker. Kvisten har et ur, og over det hænger en klokke i et klokkerytter.